# Rio dei Gesuiti

Le rio dei Gesuiti (canal des Jésuites) est un canal de Venise dans le sestiere de Cannaregio en Italie.

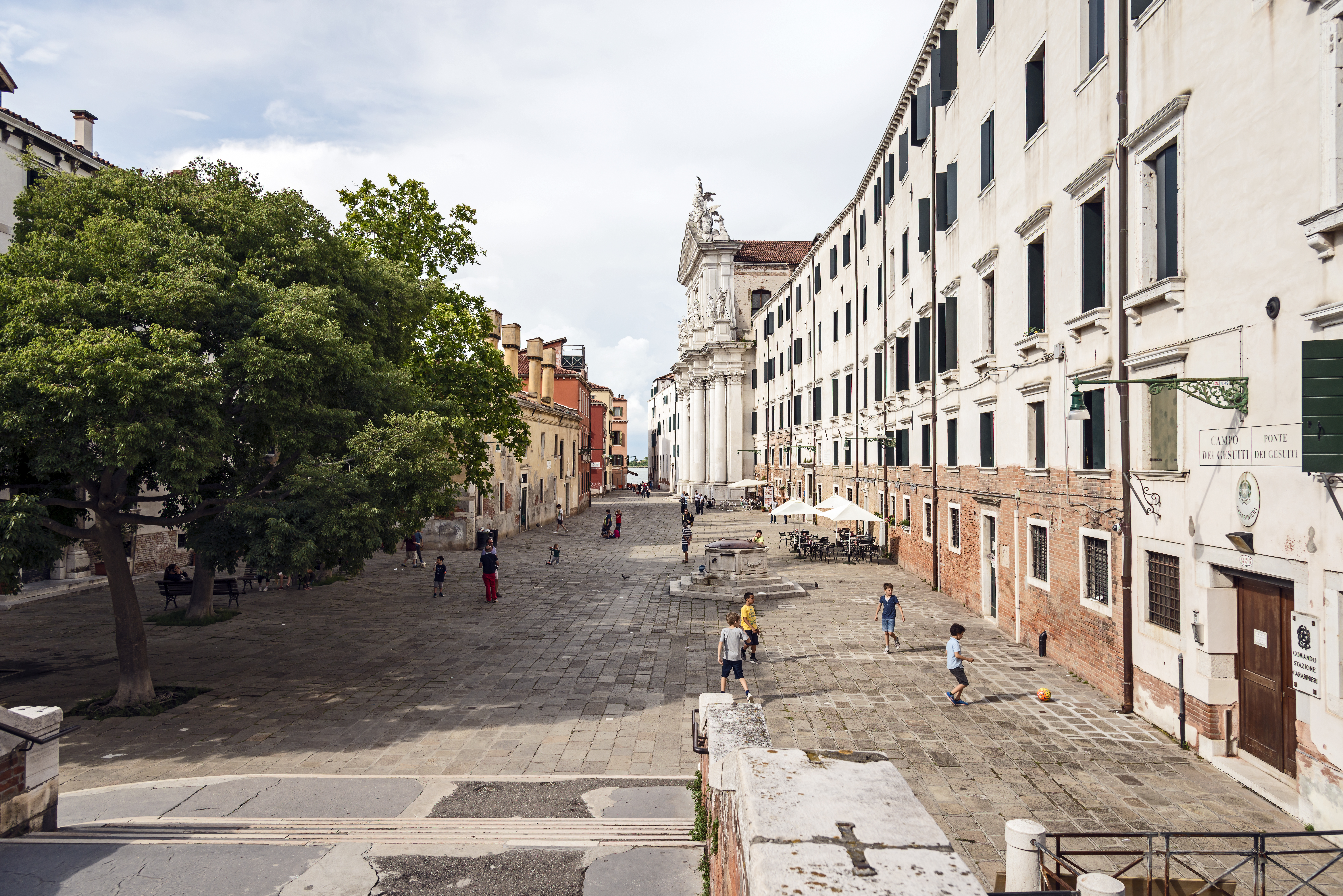
L'église et campo des Gesuiti

## Description
Le rio dei Gesuiti a une longueur de 184 m. Il prolonge le rio dei Santi Apostoli à partir du rio del Gozzi vers le nord pour se terminer dans le canale delle Fondamente Nove.

## Toponymie
La présence de l'église S.M. Assunta, construite par les Jésuites (Gesuiti) et du collège y attenant ont contribué à l'odonymie locale: outre le canal des jésuites (rio dei gesuiti) il s'y trouve également une place (Campo dei Gesuiti) et un pont (ponte dei Gesuiti).

## Ponts et édifices remarquables
- Le rio longe avant de s’ouvrir dans la lagune le Palais Donà delle rose
- Ce rio est traversé au nord par le Ponte Donà et au sud par le Ponte de l'Acquavita reliant les calle Venier et de l'Acquavita. Dans la calle de l'Acquavita existait vers 1711 une bottega d'acquavita, commerces sous patente.

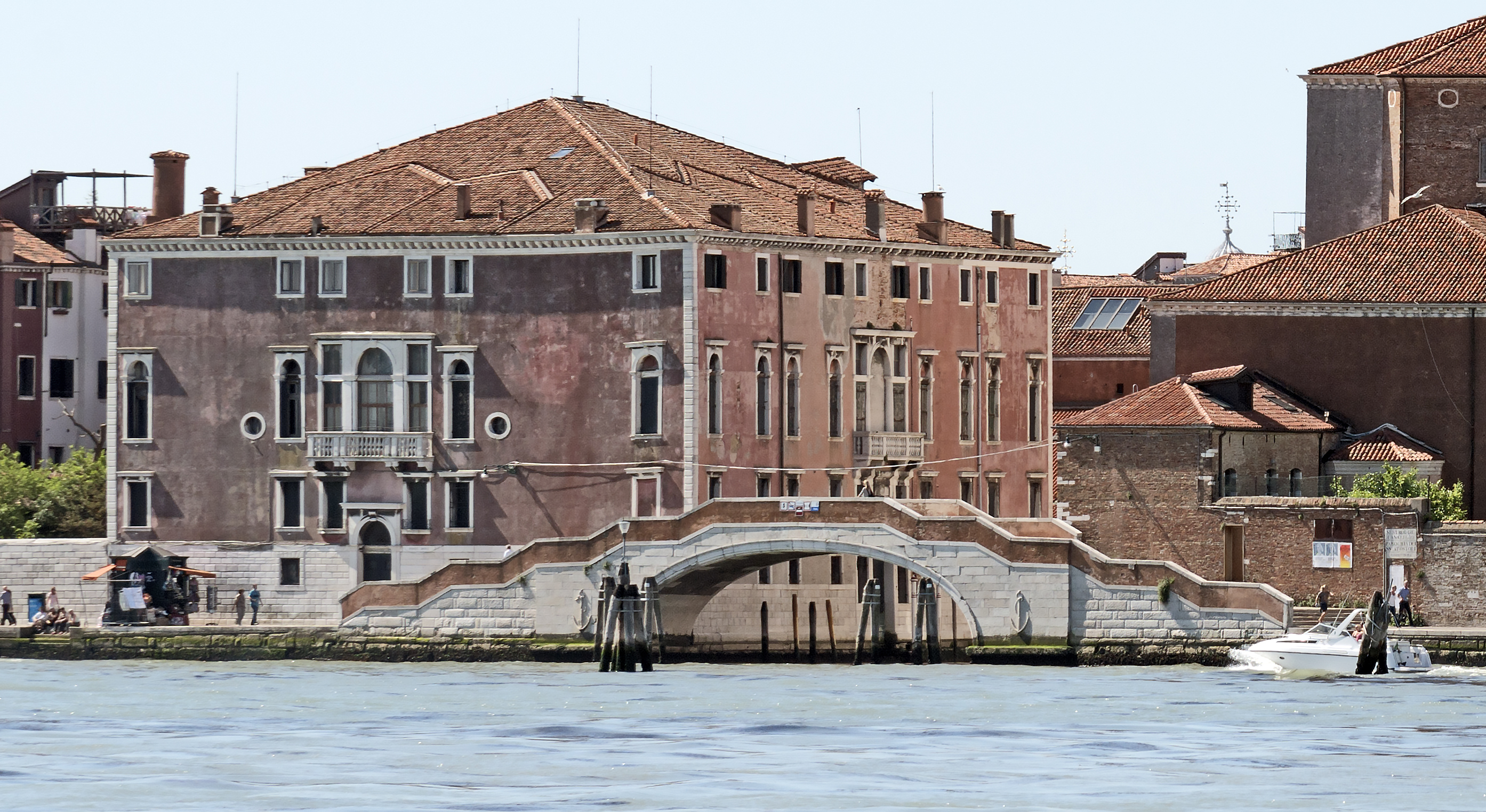
Le Ponte Donà et Palazzo Donà delle rose
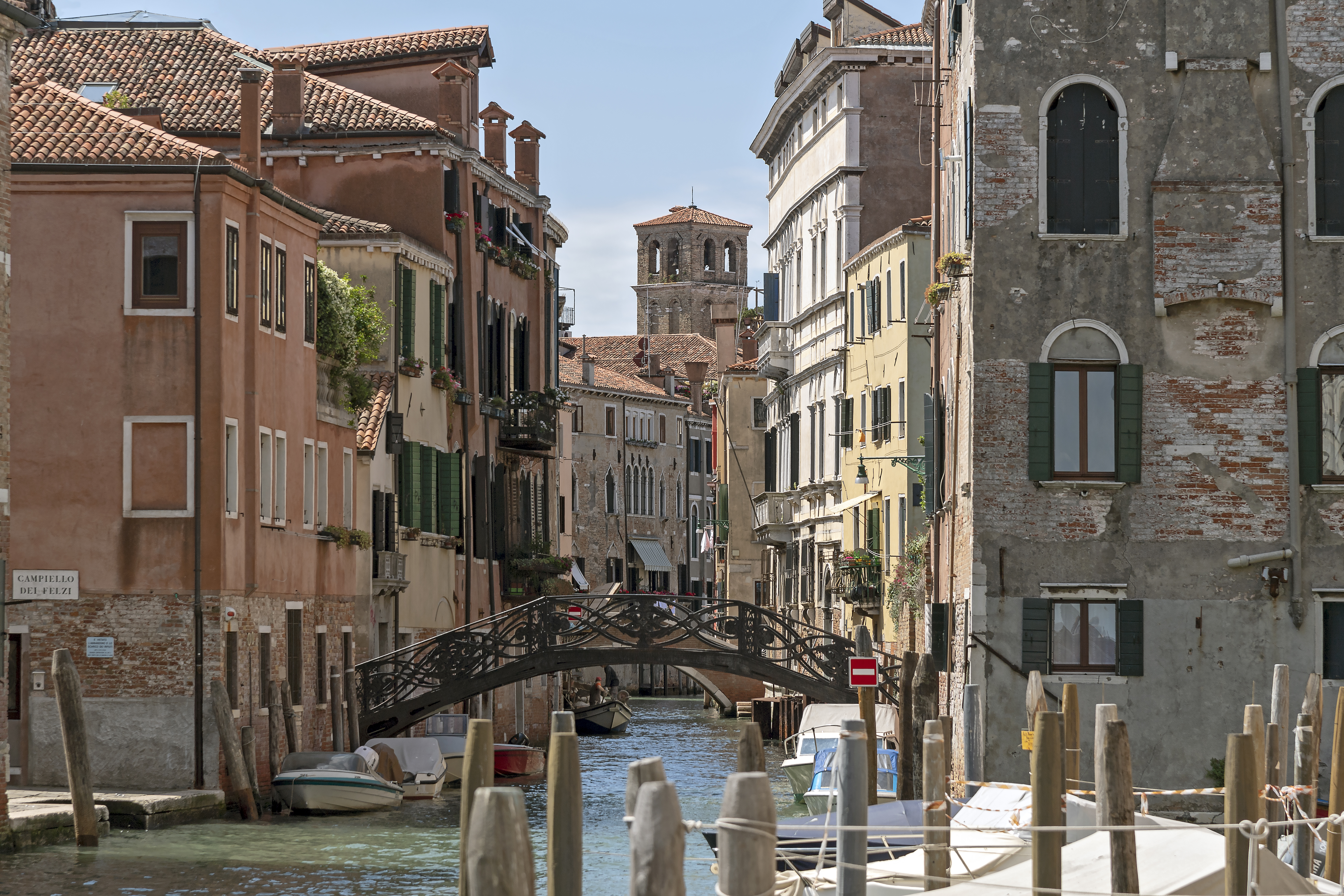
Le Ponte de l'Acquavita